# Die schwere Stunde
Die schwere Stunde ist ein Gemälde der deutschen Malerin Charlotte Berend-Corinth, das um 1908 entstand. Es zeigt eine Frau während der Geburtswehen mit zwei Figuren, die sie bei der Geburt ihres Kindes unterstützen. Das Bild wurde 1908 bei der Ausstellung der Berliner Secession als eines der ersten Bilder von Berend-Corinth ausgestellt und löste dort sehr unterschiedliche Reaktionen aus: Während es in der Kritik teilweise als „gut gemaltes, wie schlecht erdachtes naturalistisches Kraftstück“ wie auch als Bild mit „widerlichem Beigeschmack“ tituliert wurde, erhielt es vor allem von Künstlerkollegen und ‑kolleginnen wie Max Liebermann, Max Slevogt und insbesondere Else Lasker-Schüler viel Lob.
Gekauft wurde das Bild von dem Gynäkologen Paul Straßmann, der es in seiner Berliner Frauenarztpraxis aufhängte. Heute gilt es als verschollen; eine Ölstudie befindet sich im Lentos Kunstmuseum Linz und eine Fotografie im Buchheim-Museum in Bernried am Starnberger See.

## Bildbeschreibung
Das Bild zeigt eine auf einem Bett liegende Frau in den Geburtswehen sowie zwei Figuren, eine Hebamme und ein Kind, die sie bei der Geburt ihres Kindes unterstützen. Sie liegt auf einem weißen Bettlaken und ihr Körper ist teilweise von Laken und weiterer Kleidung bedeckt, die Brüste und der Bauch sind entblößt. Die Frau blickt nach oben. Ihr Gesicht ist durch den Wehenschmerz wie bei einer Grimasse verzerrt mit weit geöffnetem Mund und zugekniffenen Augen. Ihre rechte Hand liegt an ihrer Schläfe, die linke reicht vom Bett herunter und wird von einer der beiden Hebammen gehalten. Beide Arme sind angespannt, die rechte Hand zu einer Klaue verkrampft. Ihre Beine sind angewinkelt.
Das Kind blickt aus dem Bild heraus seitlich in Richtung des Betrachters, während sie den Arm der Frau hält. Es trägt ein dunkles Oberteil und einen schwarzen Rock. Die hintere Hebamme legt ihre Hand auf den unteren Bauch der Gebärenden, auch sie ist in dunklen Farbtönen gekleidet. Die drei Figuren bilden eine Komposition auf mehreren Ebenen, in der die werdende Mutter umgeben und geschützt ist.

## Hintergrund und Rezeption

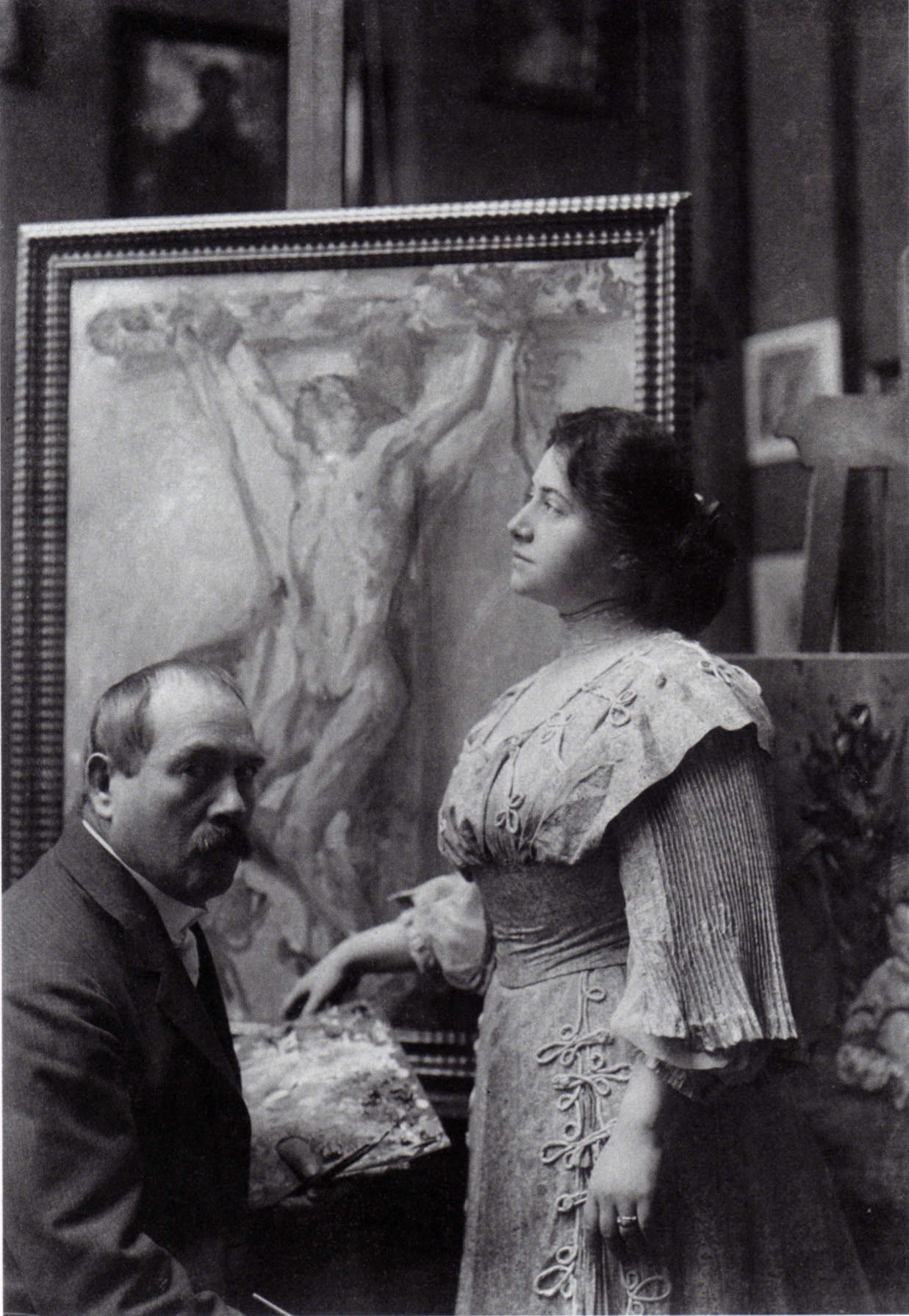
Charlotte Berend-Corinth mit ihrem Ehemann Lovis Corinth im Berliner Atelier 1908

Charlotte Berend-Corinth begann bereits im Kindesalter mit dem Zeichnen und Malen. Sie besuchte nach ihrem Schulabschluss zuerst die Königliche Kunstschule zu Berlin, wo sie nach einer Prüfung als nur eine von zwei Schülerinnen angenommen wurde, und danach die Unterrichtsanstalt des Kunstgewerbemuseums. Nach dem Suizid ihres Vaters fehlten der Familie die Mittel für ein weiteres Studium am Berliner Kunstgewerbemuseum und sie musste ihre Ausbildung an einer privaten Malschule fortsetzen. Sie begann ihren Unterricht 1901 an der Malschule von Lovis Corinth, den sie 1904 heiratete. Nach Darstellung von Irmgard Wirth war dies auf der einen Seite ihre Chance, „ihre Anlagen am nachhaltigsten zu fördern“, auf der anderen Seite barg es jedoch auch „die große Gefahr, sich neben einem Großen, neben Corinth, dem so viel reiferen genialen Künstler, […] behaupten“ zu müssen, ohne eine „reine Nachahmerin seiner Kunst“ zu sein.
Mit ihren ersten Arbeiten aus den frühen Ehejahren konnte sie sich allerdings bereits als sehr eigenständig beweisen und eine „spezifisch weibliche, zugleich auch fast kühne Auffassung“ ihrer Kunst zeigen. Bereits 1906 zeigte sie mit dem heute verschollenen Die Mütter ihr erstes Gemälde in der Ausstellung der Berliner Secession und 1908 folgte mit der heute ebenfalls verschollenen Geburtsszene Die schwere Stunde ein Werk, das trotz oder wegen des gewagten Themas das Publikum und die Fachpresse beeindruckte. Mit der Aufnahme dieses Bildes zeigte die Secession zugleich, „dass hier durchaus auch radikale Bilder von Künstlerinnen auf Wohlwollen und Akzeptanz stießen.“ Charlotte Berend-Corinth brach mit der Präsentation mehrere Tabus: Zum einen stellte sie mit der Geburt eine Szene in den Mittelpunkt, die in der europäischen Kunsttradition „keineswegs als bildwürdig“ angesehen wurde.
Das Bild wurde kritisiert als „gut gemaltes, wie schlecht erdachtes naturalistisches Kraftstück“ wie auch als Bild mit „widerlichem Beigeschmack“, das trotz seiner „unleugbaren künstlerischen Qualitäten doch durch das naturalistisch Unverhüllte der Szene einen reinen Genuß nicht aufkommen läßt“. Rudolf Lothar warf in einem Feuilletonbeitrag gar die Frage auf, was „die Künstlerin veranlaßt hat, eine Entbindung zu malen […]. Schließlich gibt es doch auch Grenzen des Darstellbaren, und daß gerade eine Frau diese Grenzen überschreitet, ist nicht das am wenigsten Seltsame an dem Bilde.“
Auf der anderen Seite bekam sie allerdings auch sehr viel Lob in der Presse, beim Publikum und bei Künstlerkollegen, darunter bei Max Liebermann, Max Slevogt und vor allem bei Else Lasker-Schüler. Für Eliza Ichenhaeuser war „‚Die schwere Stunde‘ (der Frau) [ein Gemälde], das einen großen inneren Reichtum verrät“. Barbara Hordych bezeichnete es 2016 in der Süddeutschen Zeitung als „eruptiv expressionistisches Gemälde“ und zitierte Lasker-Schüler mit den Worten: „Charlotte Berend hat ein Historienbild des Naturgesetzes gemalt; es müßte neben Michelangelos Moses im Tempel der Galerien hängen.“ Andrea Jahn interpretiert das Bild 2022 und zeigt dabei auf, „dass es der Künstlerin in diesem Bild um weit mehr geht als darum, den Geburtsprozess in naturalistischer Form festzuhalten.“ Durch die Wahl des Zeitpunkts zum Einsetzen der Wehen und des dynamischen, impressionistischen Malstils entfernt sie den Frauenkörper von der Bedeutung als „Projektionsfläche männlicher Fantasien“ und konfrontiert die Betrachter mit der Anstrengung der anstehenden Geburt, die sich jedweder Idealisierung verweigert und den kräftezehrenden Prozess offenlegt, „der den Körper an seine Grenzen bringt und nicht dazu geeignet ist, das klassische Bild von passiver Weiblichkeit zu bestätigen.“ Sie konfrontiert ihr Publikum damit „mit einem Selbstporträt, in dem die Fähigkeit, ein Kind zur Welt zu bringen, zu einem wichtigen Teil künstlerischer Selbstbehauptung wird.“

## Provenienz
Das Bild wurde 1908 bei der Ausstellung der Berliner Secession als erstes Bild von Berend-Corinth ausgestellt und nach der Ausstellung an den Gynäkologen Paul Straßmann verkauft, der es in seiner Berliner Frauenarztpraxis aufhängte. Der weitere Verbleib ist nicht dokumentiert, heute gilt das Original als verschollen. Eine Ölstudie des Bildes befindet sich im Lentos Kunstmuseum Linz und eine Fotografie im Buchheim-Museum in Bernried am Starnberger See.

## Belege
1. 1 2  Andrea Jahn: Charlotte Berend-Corinth: wiederentdeckt!: rediscovered! Hirmer, München 2022, ISBN 978-3-7774-3939-6.
2. ↑  „Charlotte Berend-Corinth.“ In: Irmgard Wirth: Charlotte Berend-Corinth. Gemälde – Aquarelle – Graphik. Berlin Museum, Berlin 1969. S. 2–3
3. 1 2 3  „Dreiklang des Lebens: Die Malerin“ In: Irmgard Wirth: Charlotte Berend-Corinth. Gemälde – Aquarelle – Graphik. Berlin Museum, Berlin 1969. S. 19–23
4. 1 2 3 4 5 6 7  Andrea Jahn: „Eine schwere Geburt – Charlotte Berens Bilder über weibliche Kreativität und Selbstbehauptung.“ In: Andrea Jahn (Hrsg.): Charlotte Berend-Corinth – Wiederentdeckt. Hirmer, München 2022, ISBN 978-3-7774-3939-6; S. 20–35.
5. ↑  Andrea Jahn: „Vorwort.“ In: Andrea Jahn (Hrsg.): Charlotte Berend-Corinth – Wiederentdeckt. Hirmer, München 2022, ISBN 978-3-7774-3939-6; S. 6–11.
6. ↑  Rudolf Lothar: Die Ausstellung der Berliner Sezession. In: Pester Lloyd, 8. Mai 1908, S. 1 (online bei ANNO).
7. ↑  Eliza Ichenhäuser: Meisterinnen der bildenden Kunst. Die Ausstellung der Frauen.. In: Neues Wiener Journal, 11. Juni 1927, S. 7 (online bei ANNO).
8. ↑  Barbara Hordych: Muse, Modell - und Malerin In: Süddeutsche Zeitung, 16. April 2016; abgerufen am 8. Dezember 2023.
9. ↑  Fotografische Reproduktion des verschollenen Gemäldes „Die schwere Stunde“ von Charlotte Berend Corinth im Buchheim-Museum; abgerufen am 8. Dezember 2023.